# Кремнёв, Роальд Саввович
Роальд Саввович Кремнёв (13 июля 1929 — 25 мая 2019) — российский авиаконструктор, лауреат государственных премий.

## Биография
Родился в г. Тулун, там же учился в средней школе.
В 1948 г. поступил в Казанский авиационный институт. После третьего курса в составе группы отличников переведён в Московский авиационный институт, который окончил в 1954 г.
С 1954 по январь 2012 г. работал в НПО им. Лавочкина: инженер, старший инженер по самолётно-ракетной тематике, ведущий конструктор, секретарь парткома, с 1968 г. заместитель главного конструктора по лунной тематике и начальник проектного комплекса «Луноходы», в 1985—1998 гг. главный конструктор и директор Научно-исследовательского центра по космическому аппаратостроению им. Г. Н. Бабакина, в 1998—2002 гг. заместитель генерального директора по научному направлению, в 2002—2012 гг. советник главного конструктора НПО имени С. А. Лавочкина.
Участвовал в разработке новых военных самолётов, зенитных ракет и ракетно-космической техники.
Лауреат Ленинской премии (1986 — за радиолокационную съёмку поверхности планеты Венера с космических аппаратов «Венера-15» и «Венера-16») и Государственной премии СССР (1972). Награждён тремя орденами Трудового Красного Знамени.
Умер в Москве 25 мая 2019 года.